# System/360モデル20

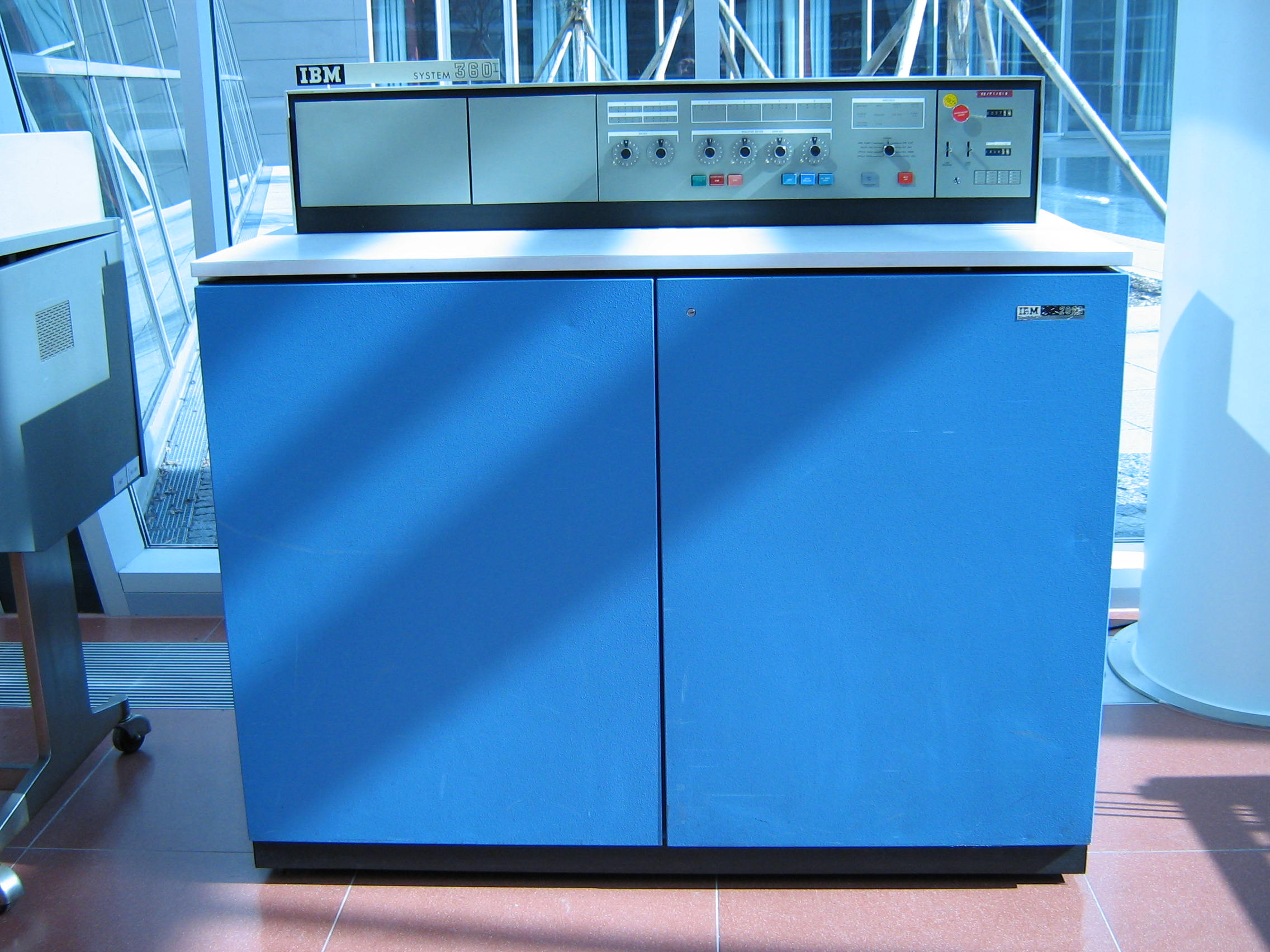
System/360モデル20の中央演算装置

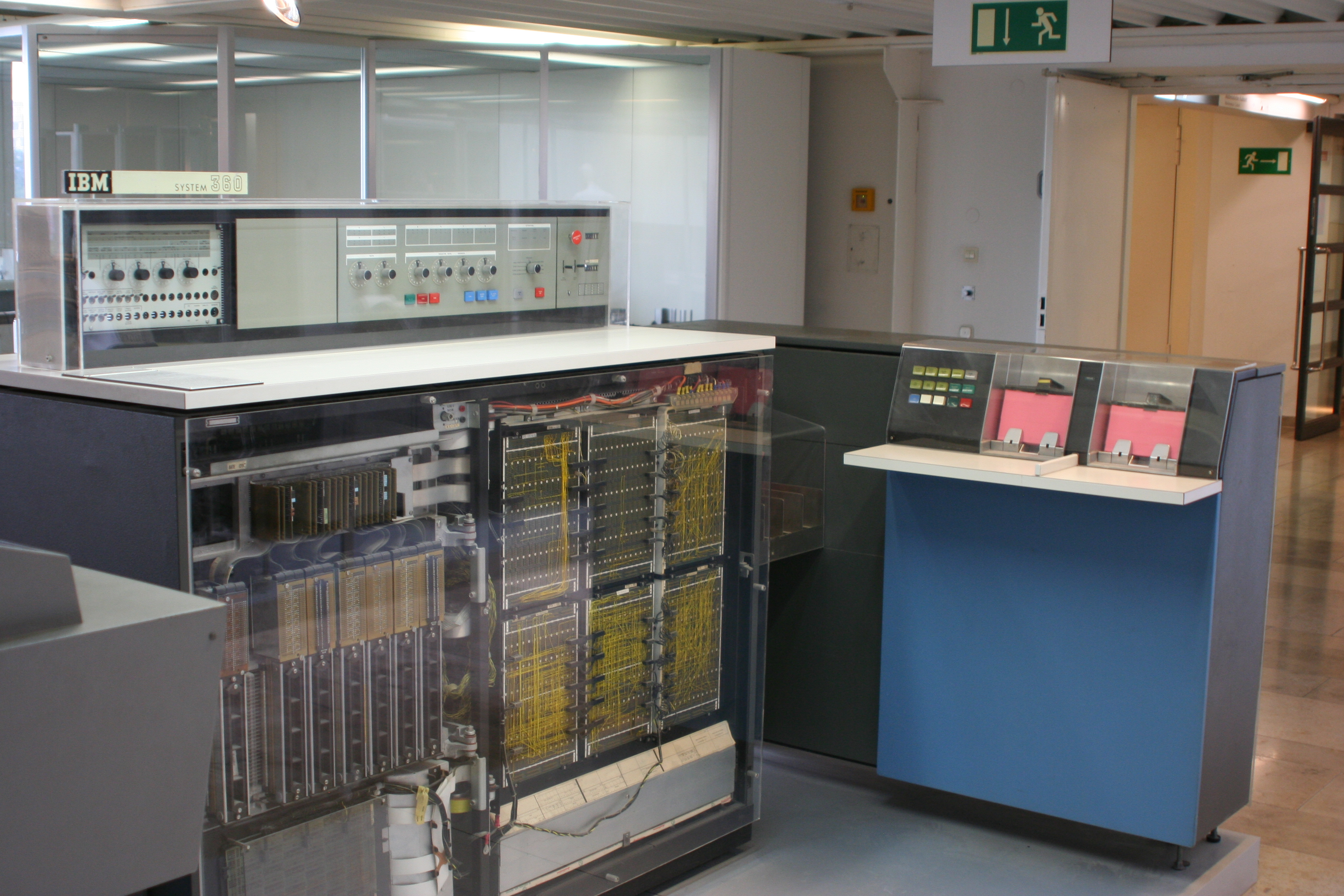
System/360モデル20中央演算装置の前パネルを開けた状態（左）とIBM 2560 多機能カード装置

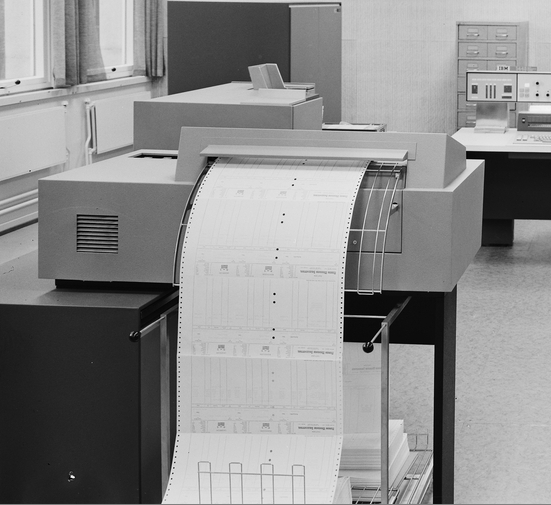
IBM 1443 印刷装置の裏側

System/360モデル20（システムさんろくまるモデル20、英語: IBM System/360 Model 20）は1964年に発表されたIBM社のメインフレーム・System/360コンピューター・ファミリーの最小型機種として1966年に追加発表されたもので、他の上位モデルと違って機能制限が多かったが、廉価モデルなので、日本でも広く使われていた。 モデル20はドイツIBM配下のボブリンゲン研究所で開発された。

## ハードウェアのシステム構成
初期のモデル20システムは次のような周辺装置から選べる構成であった。
- IBM 2020 中央演算処理装置 (記憶容量ば、4K、8K、16kバイトまで)
- IBM 1442 カード読取り・穿孔装置
- IBM 1403 印刷装置
- IBM 1443 印刷装置
- IBM 2203 印刷装置
- IBM 2415 磁気テープ装置（6台まで接続可能）
- IBM 2841 磁気ディスク制御装置
- IBM 2311 磁気ディスク駆動装置

IBM 1316 ディスクパックを使用
- IBM 2501 カード読取装置
- IBM 2520 カード穿孔装置
- IBM 2560 多機能カード装置（Multi-Function Card Machine）

## ソフトウェア
System/360モデル20のオペレーティングシステムは
- Card Programming System (CPS)
- Tape Programming System (TPS)
- Disk Programming System (DPS)

が用意されていて、コンピュータ言語は
- アセンブリ言語（Basic Assembler） [3]
- RPG
- PL/Iサブセット（DOSのみでサポート）

が用意されていた。その他には、
- Sort/Merge

などがあった。

## その他
このモデルはSystem/360を開発したIBMエンディコット工場（中小型モデルを担当）とポケプシー工場（大中型モデルを担当）との議論の末に、System/360全体の（アーキテクチャ）を保ちながら、このような制限された機能で、廉価なシステムが前者工場から市場に出るようにしたといわれている。メインフレームというより、ミニコンピュータとでも呼ばれる領域であった。実際の製品開発は、ドイツIBM配下のボブリンゲン研究所で開発された。
このモデルのユーザーは業務が増えるにつれて、System/360の上位モデルやSystem/3（1969年発表）、System/32などへ移行していった。
このモデルの互換機として、UNIVAC 9200、9300（en:UNIVAC 9000 series）があった。